# Emil Rydbeck (försäkringsman)
Carl Axel Emil Rydbeck, född 22 februari 1882 i Sundsvall, död 25 februari 1957 i Malmö, var en svensk försäkringsman.
Emil Rydbeck var son till Emil Rydbeck. Han avlade mogenhetsexamen i Sundsvall 1900 och utexaminerades från Tekniska högskolan 1904. Rydbeck var anställd vid Elektriska AB Magnet i Norrköping 1904–1906, vistades i USA 1906–1908 och var ingenjör hos Graham Brothers i Stockholm 1908–1909. Från 1909 var han verksam inom försäkringsbranschen. Han var brandinspektör i Stockholm för Brand- och lifförsäkringsaktiebolaget Skåne 1909–1919, generalagent i Stockholm för detta bolag, Försäkringsaktiebolaget Malmö och Sjöförsäkringsaktiebolaget Gauthiod 1919–1930 samt vice VD i Brand- och lifförsäkringsaktiebolaget Skåne i Malmö 1930–1932. Åren 1932–1947 var han VD där, och han innehade samma post i Återförsäkrings AB Aurora 1936–1947 och i Försäkringsaktiebolaget Malmö 1944–1947. Rydbecks expertis inom försäkringsområdet gällde främst brandförsäkring, och han tillhörde styrelsen för flera försäkringsbolag.